# Bois-Jérôme-Saint-Ouen
Bois-Jérôme-Saint-Ouen – miejscowość i gmina we Francji, w regionie Normandia, w departamencie Eure.
Według danych na rok 1990 gminę zamieszkiwały 634 osoby, a gęstość zaludnienia wynosiła 60 osób/km² (wśród 1421 gmin Górnej Normandii Bois-Jérôme-Saint-Ouen plasuje się na 374. miejscu pod względem liczby ludności, natomiast pod względem powierzchni na miejscu 318.).